# Physochlaina alaica
Physochlaina alaica är en potatisväxtart som beskrevs av Korotkova. Physochlaina alaica ingår i släktet vårbolmörter, och familjen potatisväxter. Inga underarter finns listade i Catalogue of Life.